# Bertram Tracy Clayton
Bertram Tracy Clayton (* 19. Oktober 1862 bei Clayton, Alabama; † 30. Mai 1918 in Noyers-Saint-Martin, Frankreich) war ein US-amerikanischer Offizier und Politiker (Demokratische Partei). Er war der Bruder des US-Abgeordneten Henry De Lamar Clayton.

## Werdegang
Bertram Tracy Clayton besuchte die University of Alabama in Tuscaloosa. Dann graduierte er 1886 an der Militärakademie in West Point (New York), wo er zum Second Lieutenant im 11. Regiment, US-Infanterie ernannt wurde. Dort diente er bis zum 30. April 1888, als er zurücktrat und als Bauingenieur in Brooklyn zu arbeiten beginn. Während des Spanisch-Amerikanischen Krieges trat er am 20. Mai 1898 den United States Volunteers bei, wo er den Dienstgrad eines Hauptmanns in der Truppe C, New York Volunteers bekleidete. Er hatte später das Kommando über die Truppen A, B und C der New Yorker Kavallerie und diente in Puerto Rico.
Clayton verfolgte ebenfalls eine politische Laufbahn. Er wurde 1898 für den 4. Distrikt des Staates New York in den 56. Kongress gewählt, erlitt allerdings bei seiner Kandidatur für den 57. Kongress eine Niederlage. Clayton gehörte dem Repräsentantenhaus der Vereinigten Staaten vom 4. März 1899 bis zum 3. März 1901 an. Er wurde am 17. April 1901 von US-Präsident Theodore Roosevelt zum Captain in der United States Regular Army ernannt. Danach war er zwischen 1901 und 1904 als Quartiermeister der US-Army auf den Philippinen stationiert. Clayton war dann zwischen 1911 und 1914 Quartiermeister und Zahlmeister (disbursing officer) an der Militärakademie in West Point. Während des Ersten Weltkrieges wurde er am 15. März 1918 zum Colonel im Quartermaster Corps der US Army ernannt. Er war Quartiermeister in der 1. Division in Frankreich. Clayton fiel 1918 bei Noyers-Saint-Martin im Département Oise. Sein Leichnam wurde dann in die Vereinigten Staaten überführt, so dass er auf dem Nationalfriedhof Arlington beigesetzt werden konnte.